# (120132) 2003 FY128
(120132) 2003 FY128 транснептуновый объект. Он был обнаружен в рамках программы NEAT, в Паломарской обсерватории, Калифорния.

## Отделённый объект
Он классифицируется как отделённый объект, Глубоким обзором эклиптики (DES), так на его орбиту, как представляется, не влияет Нептун. Хотя если бы Нептун мигрировал наружу, некоторое время, этот объект имел бы бо́льший эксцентриситет.